# وای۲کی!
وای۲کی! (به انگلیسی: Y2K!) نخستین آلبوم استودیویی از رپر آمریکایی آیس اسپایس می‌باشد که در ۲۶ ژوئیهٔ سال ۲۰۲۴ از سوی تن‌کا پراجکتس و کپیتال رکوردز منتشر گردید.